# Linda Laubenstein
Linda Laubenstein, née le 21 mai 1947 à Boston et morte le 15 août 1992 à Chatham, est une médecin américaine spécialisée en hématologie et en oncologie. Elle est connue pour avoir été l'une des premières à soigner les patients new yorkais atteints du syndrome d'immunodéficience acquise (SIDA) au tournant des années 1980 et à alerter sur la survenue d'une épidémie.
À 5 ans, Linda Laubenstein contracte la poliomyélite. La maladie lui fait alors perdre l'usage de ses deux jambes, ce qui l'obligera durant le reste de sa vie à se déplacer en fauteuil roulant. 
À la fin des années 1970, Linda Laubenstein, devenue médecin à New York, soigne plusieurs patients homosexuels et jeunes atteints du sarcome de Kaposi et d'un affaiblissement majeur de leur système immunitaire. Elle est ainsi confrontée à plusieurs cas considérés comme les premiers de la pandémie du syndrome d'immunodéficience acquise. Elle publie plusieurs articles scientifiques, parmi les premiers sur le développement de cette maladie, et organise les premières conférences sur le sujet ainsi que les premières recherches de fonds. 
Engagée en faveur de l’accueil de tous les malades, à une époque où la peur liée à cette maladie est importante, elle est réputée pour sa disponibilité et son exigence en matière de soins. Attentive à une prise en charge globale des malades et à la lutte contre les discriminations dont ils sont victimes, la médecin fonde avec un collègue l'association Multitasking en 1989, afin de favoriser l'emploi des personnes atteintes ainsi que le développement d'un environnement positif autour d'eux. 
Le personnage de la doctoresse Emma Brookner dans la pièce et le téléfilm The Normal Heart est inspiré d'elle. 

## Biographie

### Enfance et adolescence
Linda Laubenstein est née le 21 mai 1947 à Boston (Massachusetts). Elle grandit à Barrington dans l'état de Rhode Island.
Souffrant déjà d'asthme sévère, elle contracte la poliomyélite à l'âge de 5 ans. Cette maladie l'oblige à subir trois lourdes opérations et à rester confinée dans un poumon d'acier durant trois mois. De plus, elle perd l'usage de ses jambes et est contrainte de se déplacer en fauteuil roulant.
Pour son cursus élémentaire, Linda Laubenstein doit rester chez elle et suivre les cours à distance à l'aide d'un interphone.

### Formation
En 1965, Linda Laubenstein entre au Barnard College (université Columbia),. Outre sa réputation académique, l'institution lui offre également un environnement plus adapté à son handicap. Après l'obtention de son diplôme, elle intègre l'école de médecine de l'université de New York. Elle y reçoit son titre de docteur en médecine, spécialisée en hématologie et oncologie.

### Activités et lutte contre le syndrome d'immunodéficience acquise

#### Constat de l'augmentation des cas de sarcome de Kaposi
À partir de l'année 1979, Linda Laubenstein et certains de ses collègues observent l'apparition de cas de sarcome de Kaposi chez des patients homosexuels dont le profil ne correspond pas à l'épidémiologie connue de cette maladie,. Si les cas semblent à première vue distincts, Linda Laubenstein remarque que les malades ont des connaissances en commun. Par ailleurs, Laubenstein et d'autres médecins constatent l'inefficacité des traitements tumoraux habituels ainsi qu'un affaiblissement important du système immunitaire chez ces patients,.
En 1982, Linda Laubenstein et des membres de son équipe publient plusieurs articles sur le sujet et alertent le monde médical quant à la survenue de ces cas atypiques. Ces publications sont considérées comme parmi les premières à mettre en lumière l'épidémie du syndrome de l'immunodéficience acquise, qui touche principalement la communauté homosexuelle de New York et qui reste encore inconnue à cette époque.

#### Multiplication des cas et alerte sur une épidémie
Dans la région new yorkaise, Linda Laubenstein est rapidement considérée comme une spécialiste de ces cas de sarcome de Kaposi chez des hommes jeunes. En 1982, elle a déjà traité ou est en train de le faire 62 personnes touchées par cette maladie, ce qui représente un quart des cas officiellement déclarés sur le territoire américain. 
Avec ses travaux sur le sarcome de Kaposi et sa pratique de clinicienne, la médecin prend rapidement conscience qu'une épidémie est en train de toucher New York puis les États-Unis. Elle s'ouvre d'ailleurs à ses proches du caractère épidémique de la maladie et de ses conséquences ravageuses sur les malades. 
« She told us from the very beginning that this is going to be a terrible epidemic. »
— George Laubenstein, père de Linda Laubenstein
        
« Elle nous disait dès le début que cela [le syndrome d'immunodéficience acquise] allait être une épidémie terrible. »
En complément de ses publications scientifiques, elle organise dès 1983 une conférence nationale sur cette problématique à l'université de New York. Dans la foulée, elle obtient également le financement d'un projet de recherche afin d'améliorer la compréhension des cas de sarcome de Kaposi chez des hommes jeunes. 

#### Engagement en faveur des malades
La doctoresse Linda Laubenstein est réputée pour son engagement en faveur des malades,,. Durant les premières années de l'épidémie du syndrome d'immunodéficience acquise, elle exerce son activité thérapeutique à l'hôpital Bellevue. Par la suite, elle souhaite disposer de marges de manœuvre plus importantes pour la prise en charge de ses patients, ce qui la conduit à renoncer à ses collaborations universitaires et à s'installer en libéral.
Particulièrement attentive à la qualité des soins apportés aux malades, elle est réputée pour ne jamais refuser de traiter un malade, bien qu'à cette époque la maladie inquiète et fasse peur, y compris dans le corps médical. Elle se montre disponible pour ses patients, n'hésitant pas à être présente à leur côté à toute heure du jour et de la nuit.
Constatant l'impact socio-économique important de la maladie sur les patients et les discriminations qu'ils subissent, Linda Laubenstein crée en 1989 l'association Multitasking avec un collègue,. Leur objectif est d'offrir du travail à des personnes atteintes du syndrome d'immunodéficience acquise. Au-delà des questions d'indépendance financière, cette approche se veut globale en développant un environnement positif et soutenant autour des malades. 

#### Actions et propositions pour limiter l'extension de l'épidémie et les effets de la maladie
En parallèle de ses activités soignantes, Linda Laubenstein émet plusieurs recommandations dans l'espoir de limiter l'extension de la maladie. Parmi celles-ci, elle encourage la communauté homosexuelle à davantage d'abstinence sexuelle, ceci afin de limiter la transmission du VIH lors de rapports sexuels non protégés. Elle propose également la fermeture des saunas fréquentés par les personnes gays. Ces prises de position rencontrent une opposition marquée dans une partie de la communauté homosexuelle.

#### Franc-parler et critiques des autorités
Linda Laubenstein est réputée pour son franc-parler et ses critiques acerbes des comportements devant l'épidémie du syndrome de l'immunodéficience acquise. Ainsi, elle critique le souhait de Barbara Streisand d'incarner le rôle d'Emma Brookner (personnage inspirée d'elle) dans la pièce The Normal Heart.
La médecin a également critiqué les actions des autorités politiques, scientifiques et médicales américaines dès le début des années 1980. En 1983, elle constatait la faiblesse des financements de recherche nationaux sur la question du syndrome de l'immunodéficience acquise.

### Fin de vie
Linda Laubenstein meurt le 15 août 1992 à la suite d'une attaque cardiaque due à des complications engendrées par la poliomyélite,.

## Hommages

### Prix
Après le décès de Linda Laubenstein en 1992, l'Institut médical sur le VIH de New York crée le Prix Linda Laubenstein pour l'excellence clinique dans la lutte contre le VIH. Décerné tous les ans, ce prix récompense les activités de soins de praticiens en faveur du patients atteints du VIH.

### Théâtre et télévision
En 1985, le militant pour les droits homosexuels Larry Kramer monte la pièce The Normal Heart, qui évoque l'apparition du syndrome d'immunodéficience acquise au sein de la communauté homosexuel new yorkaise. Le personnage de la doctoresse Emma Brookner est directement inspiré de Linda Laubenstein. L'actrice Julia Roberts tient le rôle d'Emma Brookner lors de l'adaptation télévisuelle de The Normal Heart en 2014,.
Dans le film Philadelphia, un personnage de doctoresse est également inspiré de Linda Laubenstein.